# Mack Tuck
Mack Tuck (Mineola, 21 februari 1975) is een voormalig basketballer uit de Verenigde Staten. Tuck kende een lange carrière, van 1993 tot 2009, en speelde onder meer in Venezuela, Bulgarije, de Dominicaanse Republiek en Bulgarije. In het seizoen 2001/02 speelde Tuck voor de MPC Capitals uit Groningen. In dit seizoen werd hij vernoemd tot MVP van de Eredivisie. Tuck speelde voornamelijk als shooting guard. Na zijn loopbaan werd hij coach, in 2013 werd hij hoofdcoach in Japan.

## Erelijst
- Eredivisie MVP (2002)